# Bohuňov nad Křetínkou
Bohuňov (deutsch Bogenau) ist eine Gemeinde in Tschechien.
Sie liegt sieben Kilometer südwestlich von Březová nad Svitavou und siebzehn Kilometer südlich von Svitavy im Tal der Křetínka. Die Gemeinde gehört zum Okres Svitavy und liegt auf der Böhmisch-Mährischen Höhe.

## Geschichte

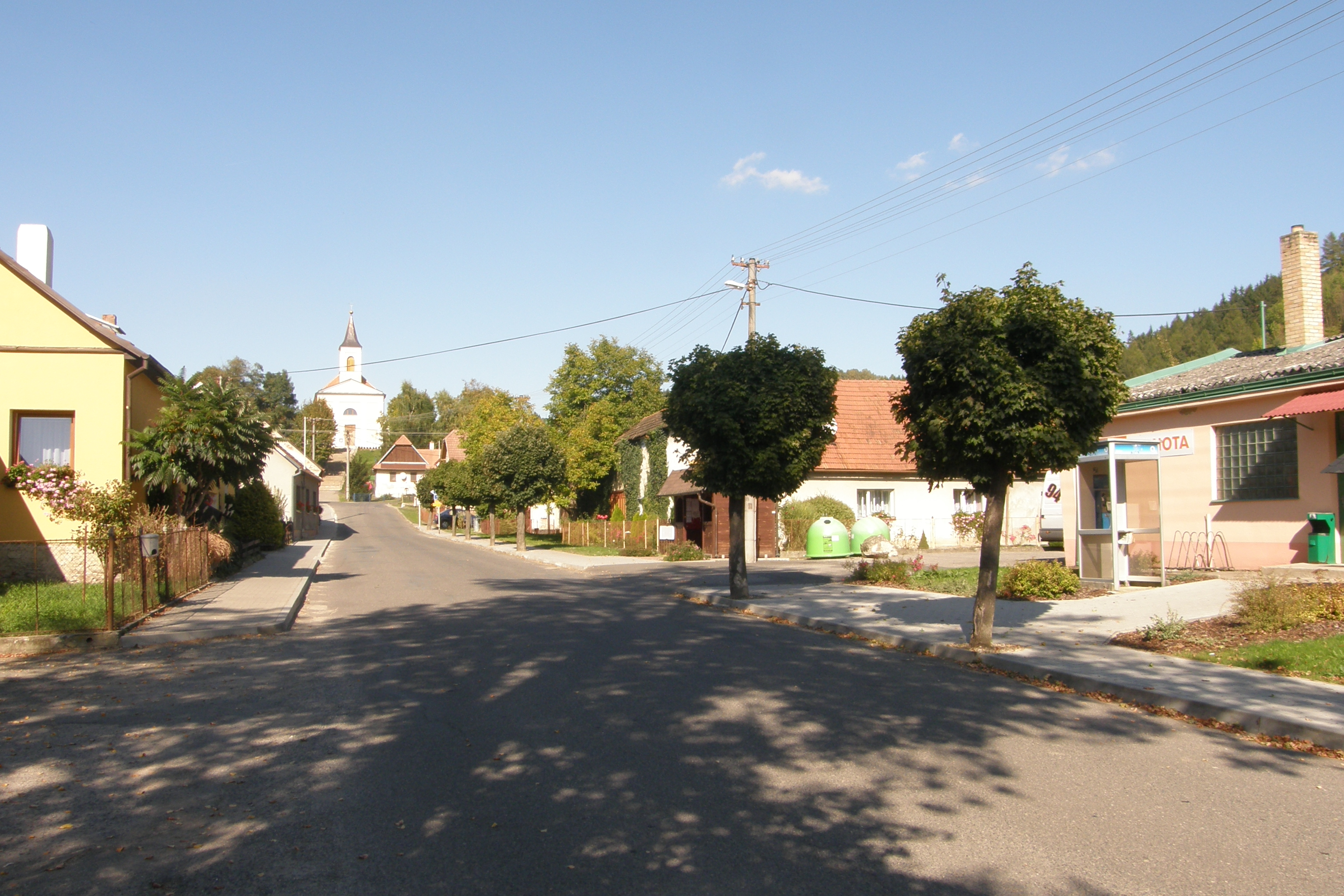
Hauptstraße in Bohunov

Die erste Erwähnung über das Dorf geht auf das Jahr 1382 zurück.

## Sehenswürdigkeiten
- Kirche St. Agidius
- Felsblöcke Bohuňovské skály im Tal der Křetínka

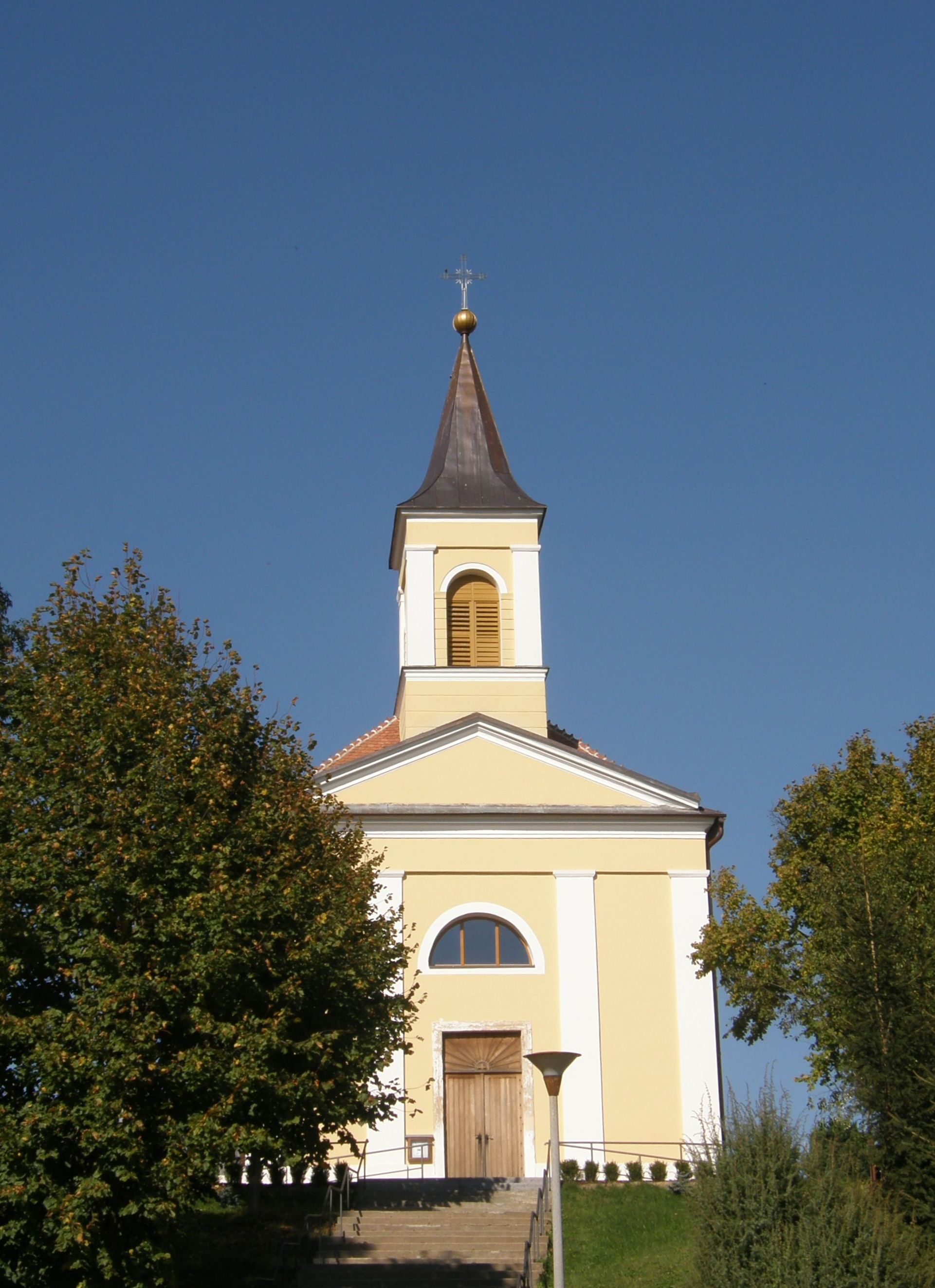
Kirche
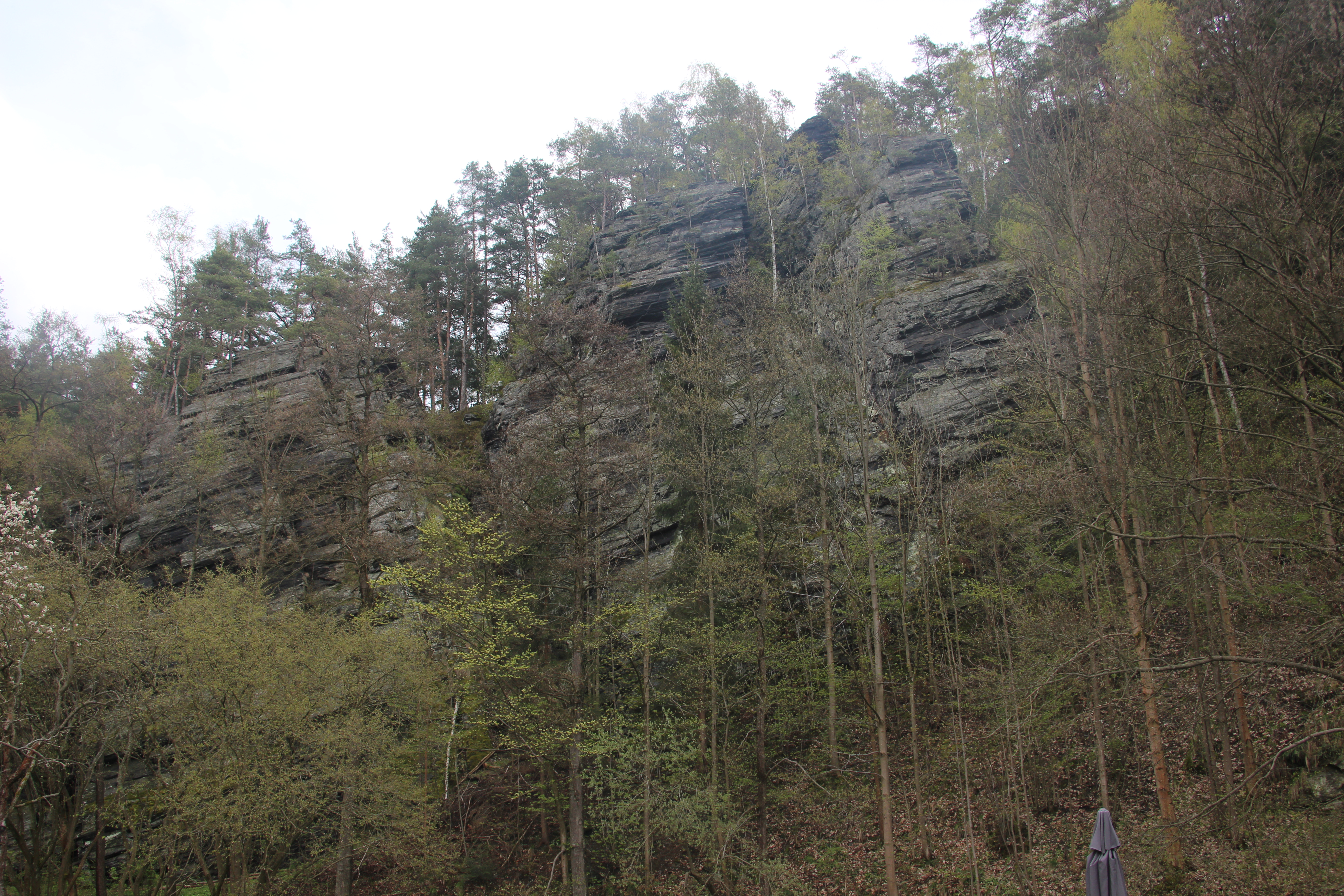
Bohuňovské skály
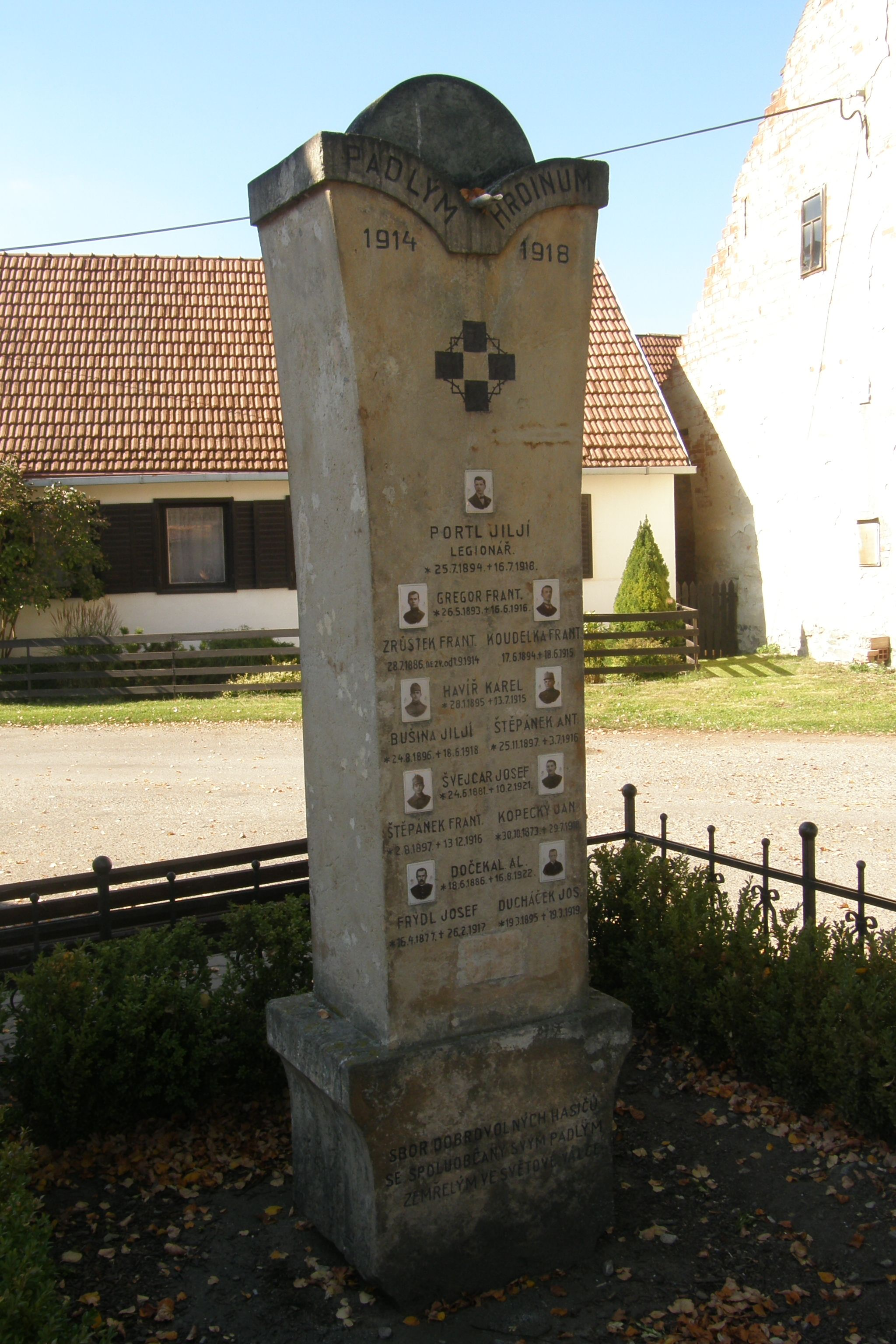
Denkmal an die Gefallenen des Ersten Weltkriegs